# Brochette

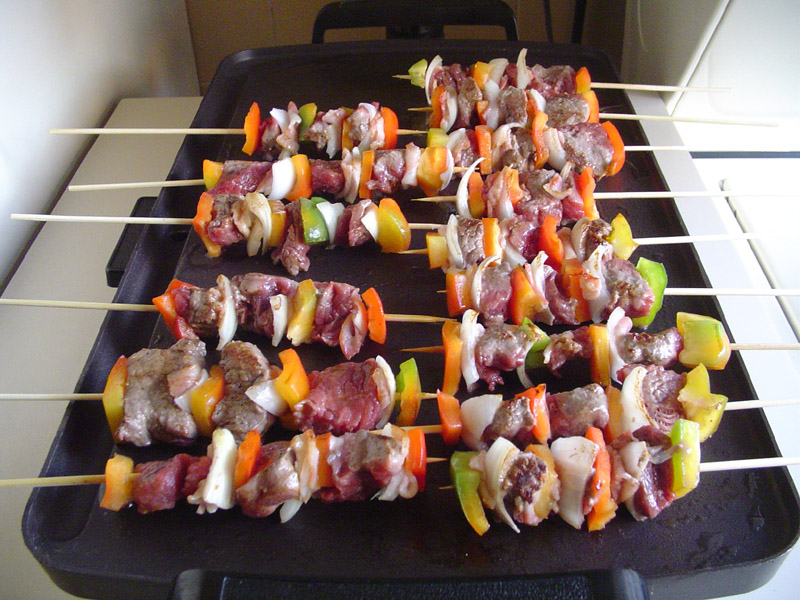
Brochettes en bois.

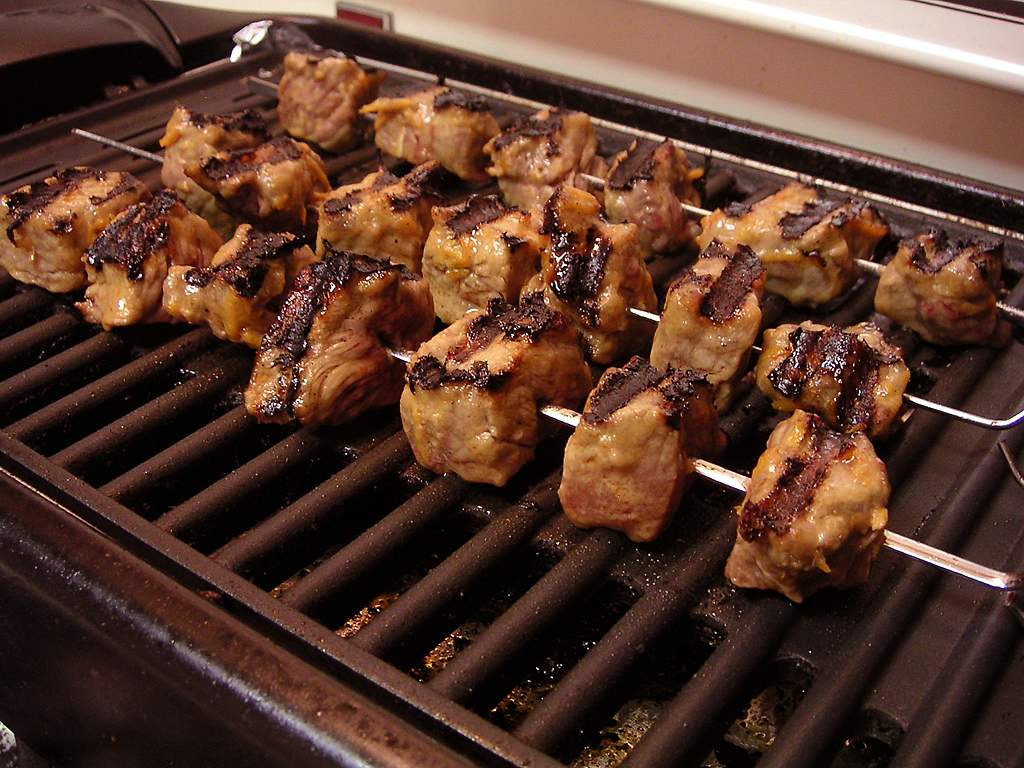
Brochettes de métal.

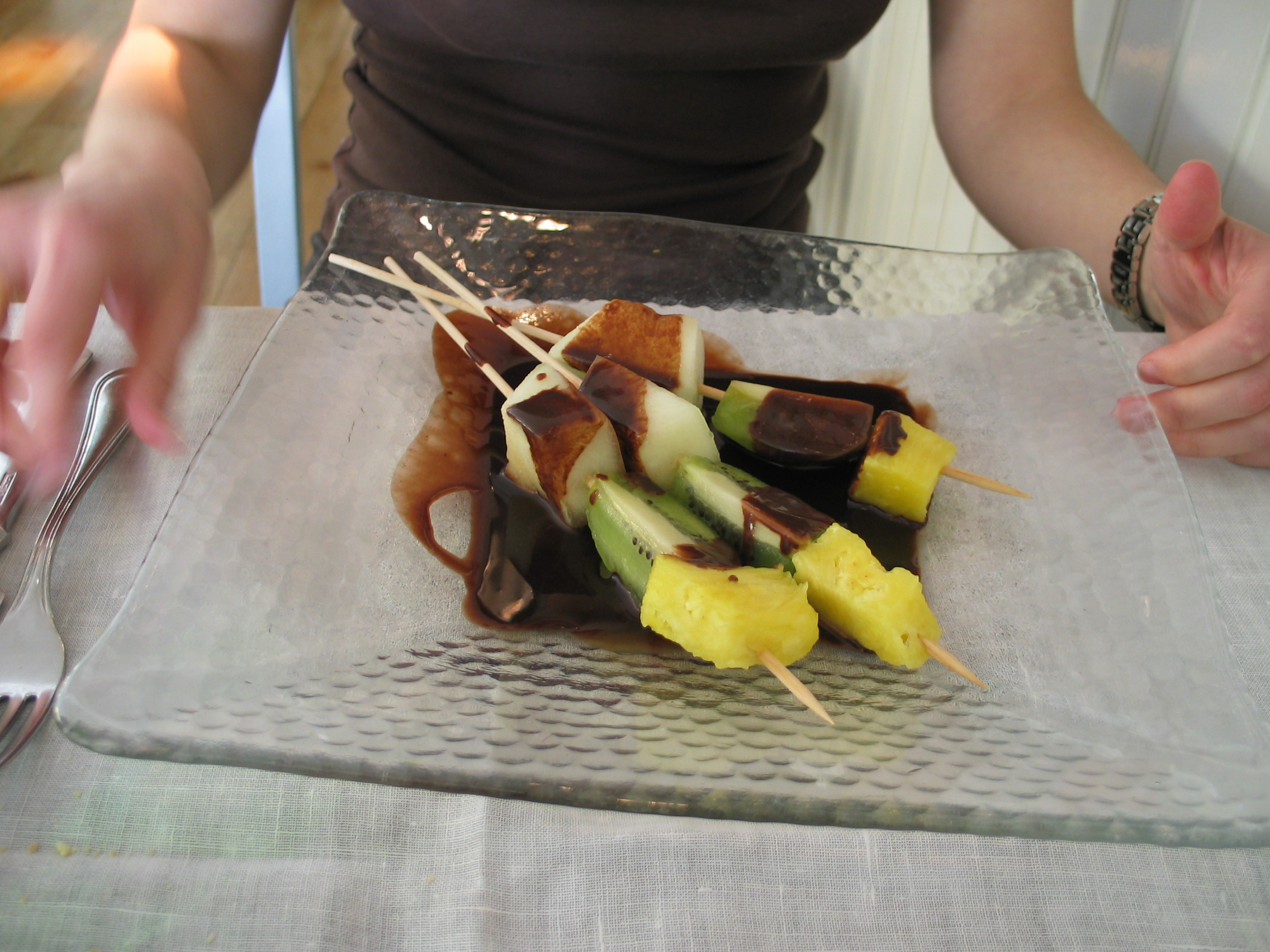
Vraies fausses brochettes : un dessert.

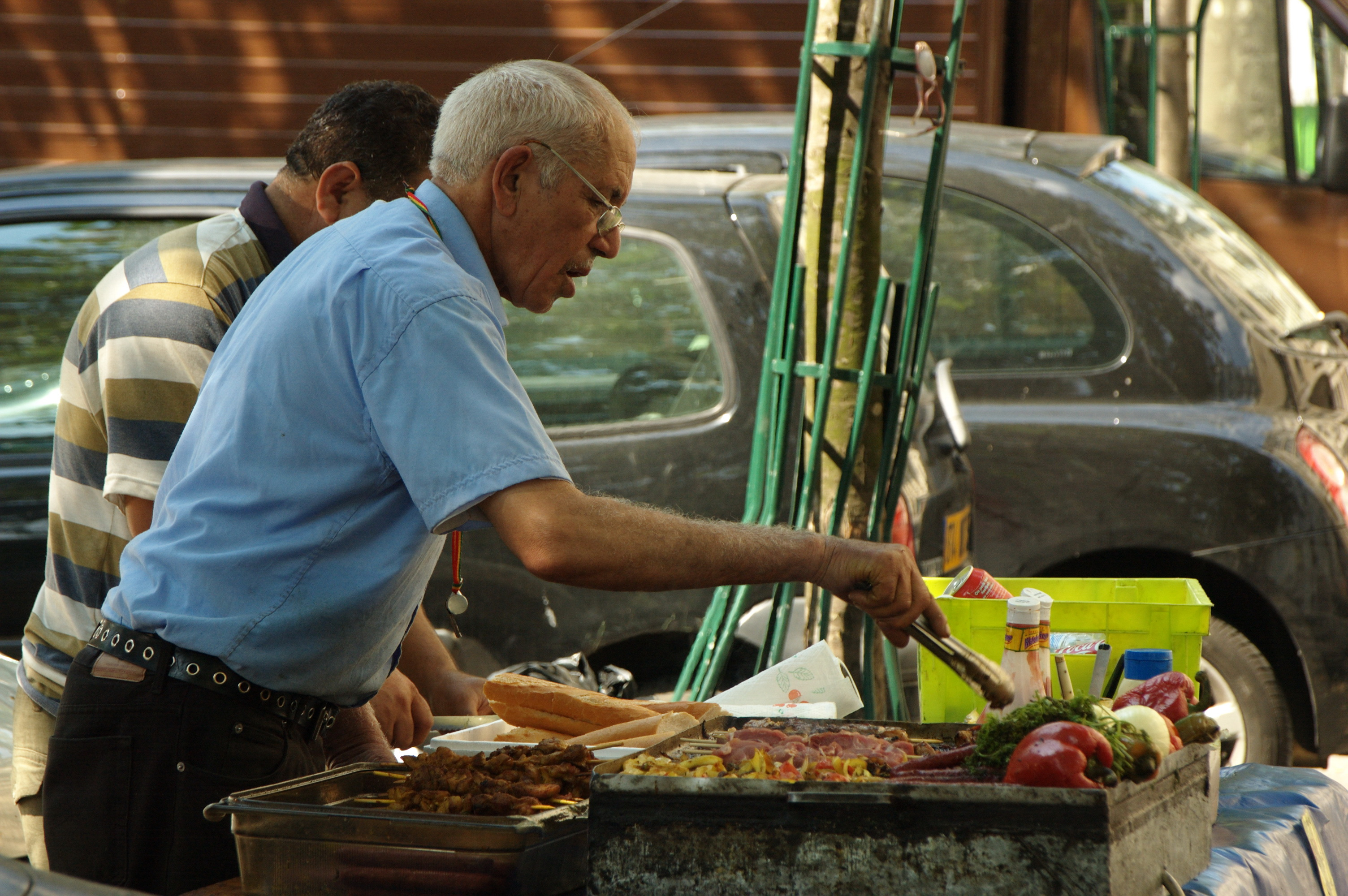
Préparation de brochettes en vue du passage d'une manifestation.

Une brochette, en cuisine, désigne une fine tige en métal ou en bois sur laquelle sont enfilés des dés de viande (bœuf, porc, volaille, canard, etc.), de poisson, de fruits, de légumes ou de fruits de mer et destinés à être cuits à la broche, c’est-à-dire au-dessus des braises du feu ou au barbecue. Par métonymie, une brochette désigne aussi les aliments cuits de cette façon.

## Étymologie
La première apparition du terme brochette remonte au Moyen Âge et ne désignait que l’accessoire métallique, terminé en son bout par une pointe acérée. On rencontre le terme pour la première fois dans une acception culinaire à la fin du XIVe siècle.

## Intérêt culinaire
La cuisson des aliments sur un lit de braises est souvent réputée pour son aspect sain[réf. nécessaire] et traditionnel. Par contre, la cuisson au barbecue est également réputée cancérigène. Les brochettes permettent d’alterner plusieurs types de viandes en une seule cuisson (bœuf, agneau…).
Afin de donner davantage de saveur et de parfum à la préparation, il est courant de faire mariner la viande avant la cuisson, ainsi que d’intercaler entre les pièces de viande des morceaux de lard, de légumes (poivron, oignon, tomate, etc.) et de champignons.
On peut également composer des brochettes de poisson, de fruits de mer (noix de Saint-Jacques, pétoncles), ou même de crustacés.